# Ingimundur Ingimundarson
Ingimundur Ingimundarson, islandski rokometaš, * 29. januar 1980.
Leta 2008 je na poletnih olimpijskih igrah v Pekingu v sestavi islandske reprezentance osvojil bronasto medaljo.